# Le Dortoir de l'hôpital d'Arles
Le Dortoir de l'hôpital d'Arles est une peinture à l'huile sur toile (74 × 92 cm) réalisée en avril 1889 par le peintre Vincent van Gogh.
EIle fait partie de la Collection Oskar Reinhart de Winterthur en Suisse.
L'artiste représente le dortoir de l'Hôtel-Dieu, l'ancien hôpital d'Arles, où il a été hospitalisé entre décembre 1888 et mai 1889, après s'être coupé l'oreille. D'après ses lettres, on sait que l'œuvre, commencée sur le motif en avril, a été achevée en octobre, dans l'asile de Saint-Rémy, où Van Gogh a été volontairement transféré.

## Description
La pièce se compose de chaque côté de deux rangées de lits séparées par un très long couloir, elle est fermée au fond par une petite porte (le point de fuite des lignes de perspective) surmontée d'un grand crucifix. On aperçoit quelques religieuses s'affairant, alors que les malades se rassemblent autour du poêle situé au centre du couloir, pour se réchauffer. Seule une chaise à gauche (qui ressemble fortement à celle d'un autre célèbre tableau de Van Gogh) est vide : l'artiste semble vouloir suggérer sa présence-absence, comme s'il s'était levé un moment pour peindre la toile, ou comme s'il voulait témoigner de son internement forcé, et, en conséquence, son auto-isolement des autres patients. N'oublions pas que, en acceptant « ce métier de fou », de ce moment  à sa mort, le peintre vivra dans une solitude en partie volontaire, en partie forcée.